# محمود محمدی عراقی
محمود محمدی عراقی (زادهٔ مهر ۱۳۳۱ در کنگاور)، عضو مجمع تشخیص مصلحت نظام، نماینده مجلس خبرگان رهبری، عضو حقیقی شورای عالی انقلاب فرهنگی و عضو جامعه روحانیت مبارز است.

## تبار
عراقی (اراکی) از خاندانی اصیل در اراک است که بیش ازیک قرن قبل راهی کنگاور کرمانشاه شده‌اند. پدر وی بهاء الدین محمدی عراقی است که در ابتدای انقلاب به دست سازمان مجاهدین خلق ایران کشته شد. همچنین جد وی آقابزرگ محمدی است که در میان مردم کنگاور از مقبولیت خاصی برخوردار بوده‌است و قبرش نیز در کنگاور است.

## تولد و تحصیلات
محمود محمدی در سال ۱۳۳۱ش در متولد شد. تحصیلاتش را در کرمانشاه و قم طی کرد و از اساتیدش مصباح یزدی را می‌توان یاد کرد که بعداً وی داماد مصباح شد.

## کتاب‌ها
محمدی عراقی دارای کتاب و مقاله نیز هست.

## منصب‌ها
عراقی پس از پیروزی انقلاب، مناصب متعددی را دارا بوده‌است از جمله در سازمان تبلیغات اسلامی و پژوهشگاه حوزه و دانشگاه. وی تولیت موقوفهٔ صدر و همچنین ریاست هیئت امناء کانون همبستگی فرزندان شاهد و ریاست هیئت امنای مجتمع حوزه‌ای صدر (مشکوة) را نیز برعهده دارد.او مدتی رئیس سازمان فرهنگ و ارتباطات اسلامی، نماینده ولی فقیه در سپاه و مدتی نیز رئیس سازمان تبلیغات اسلامی بود.

## پدرزن
محمدی عراقی داماد محمدتقی مصباح یزدی است.

## رئیس دفتر رهبری در قم
در پی انتقال احمد مروی از قم به مشهد برای تولیت آستان قدس رضوی، در ابتدای سال ۱۳۹۸ محمدی عراقی به عنوان رئیس دفتر قم رهبر ایران انتخاب شد.

## در نگاه دیگران
سید علی خامنه‌ای به تاریخ ۱۳۷۰/۱۲/۱۳، در دیدار با اعضای گروه ویژه و گروه معارف اسلامی صدای جمهوری اسلامی ایران‌، توصیه به تشکیل گروه مشاوره محتوایی میکند، و او یکی از اشخاصی است که برای عضویت در این گروه پیشنهاد میدهد.
در همان سخنرانی او را اینگونه توصیف میکند: 
طلبه بسیار فاضل و چیزفهم
سید روح‌الله خمینی در نامه ای به تاریخ ۱۳۶۷/۱۲/۱۸ از او یاد کرده، وی را اینگونه توصیف میکند: 
فردی متدین و صالح که در کوران جنگ و جهاد خدمات قابل تحسینی انجام داده است